# П'єр де Лавіль
П'єр де Лавіль — французький дворянин, полковник, з 1609 року найманець на шведській службі, у складі корпусу Делаґарді брав участь у поході в Московське царство на підтримку військ Василя Шуйського.
Брав участь в битвах з поляками під час польсько-московської війни 1609—1618, звільнив від поляків кілька міст на півночі Московського Царства.
Брав участь у битві під Клушиним, після якої повернувся до Швеції.
В 1611 році був посланий до Старої Ладоги, яку взяв. У 1611-1612 роках вербував найманців у Нідерландах. У жовтні 1613 року повернувся до Московського царства, де брав участь у шведсько-московській війні, зокрема, в облозі Псково-Печерського монастиря.
Після повернення до Франції описав події в Московському царстві, свідком яких був.